# Bedsted Sogn (Tønder Kommune)
 For alternative betydninger, se Bedsted Sogn. (Se også artikler, som begynder med Bedsted Sogn)
Bedsted Sogn er et sogn i Tønder Provsti (Ribe Stift).
Bedsted Sogn hørte til Sønder Rangstrup Herred i Aabenraa Amt. Bedsted sognekommune blev ved kommunalreformen i 1970 indlemmet i Løgumkloster Kommune, der ved strukturreformen i 2007 indgik i Tønder Kommune.
I Bedsted Sogn ligger Bedsted Kirke.
I sognet findes følgende autoriserede stednavne:
- Arndrup (bebyggelse, ejerlav)
- Bedsted (bebyggelse, ejerlav), sognets hovedby
- Bedsted Bjerg (bebyggelse)
- Bedsted Mark (bebyggelse)
- Kisbæk (bebyggelse)
- Mårbæk (bebyggelse, ejerlav)
- Mårbæk Bjerg (areal)
- Nørremark (bebyggelse)
- Sønder Gravlund (bebyggelse)
- Sønder Gravlund Mark (bebyggelse)
- Tannenhof (landbrugsejendom)
- Vestermark (bebyggelse)
- Øster Terp (bebyggelse, ejerlav)
- Østermark (bebyggelse)
- Østerterp Nørremark (bebyggelse)
- Østerterp Vestermark (bebyggelse)

## Afstemningsresultat
Folkeafstemningen ved Genforeningen i 1920 gav i Bedsted Sogn 268 stemmer for Danmark, 91 for Tyskland. Af vælgerne var 59 tilrejst fra Danmark, 18 fra Tyskland. 